# Yasuo Kijima
Yasuo Kijima è stato un poeta giapponese della fine XX secolo. Di Yasuo Kijima si hanno poche informazioni biografiche al momento. In particolare è ricordato per la sua attività poetica legata alla tradizione del tanka. 

### Opere:
Ha scritto "Il tuono", pubblicato nel 1985. 
Ha collaborato a "短歌と版画のための作品集 射る" (prints by Sato Kazuo / tanka poems by Kijima Yasuo). Pubblicato nel 1957, editore: 北書房. 

### Traduzioni in italiano:
Un suo tanka, tradotto da Yasuko Matsumoto, è stato incluso nell'edizione italiana "Cinquanta Foglie. Tanka giapponesi e italiani in dialogo" (Moretti&Vitali editori, 2006, collana diretta da Paolo Lagazzi, Stefano Lecchini e Giancarlo Pontiggia). 
"La mia ombra, scendendo con calma (...)"

#### Link utili:

###### https://www.amazon.com/%E6%8E%A1%E3%82%8C%E3%81%AA%E3%81%8B%E3%81%A3%E3%81%9F%E6%AD%8C_%E7%9F%AD%E6%AD%8C%E5%85%A5%E9%96%80/dp/489373783X/ref=sr_1_3?dib=eyJ2IjoiMSJ9.BTRv3nL9Wk9YuMcUtgtC_tff7cIdQMpvZiIv5pTCk-rSa-oZ3JP_wATC20j9wy7dWs-sPbIy37FhMupZ_-Os-nqnZs3ArHyfHvplEWjPybUaTzu5pk2OVnUiFEiPksFwTJqAu2NcpQqWodoOky0KZupDf0gamglss_ezHNio499hSg61ZQBJGWJbft3ume-A91qwbg3N7xrHSbjMOD9Td23iea3SsA_tGqu6xTQVeyg.ZQNChihUMO3QcJIkizxED8gtV434LSwGFy9kmgtLZIA&dib_tag=se&qid=1755635525&refinements=p_27%3AYasuo+Kijima&s=books&sr=1-3
1. ↑   luigiasorrentino, Cinquanta foglie. Tanka giapponesi e italiani in dialogo, su Poesia, 20 novembre 2016. URL consultato il 19 agosto 2025.